# Il principe in bicicletta
Il principe in bicicletta è il primo EP del gruppo musicale italiano Tre Allegri Ragazzi Morti, pubblicato il 31 ottobre 2000 da La Tempesta Dischi.
Questo EP, ormai quasi introvabile, contiene quattro tracce che non son mai state pubblicate su album. In particolare la title track è diventata nel tempo un cavallo di battaglia del gruppo nelle performance dal vivo. La canzone racconta la storia di una cameriera stanca e costretta a sopportare le molestie dei clienti ubriachi.

## Tracce
1. Il principe in bicicletta (la canzone della cameriera) – 3:31
2. Francesca ha gli anni che ha – 3:01
3. Nuova identità – 4:06
4. La tempesta – 1:56

## Formazione
- Davide Toffolo – voce, chitarra
- Enrico Molteni – basso
- Luca Masseroni – batteria